# 菊川未紀
菊川 未紀（きくかわ みき、1974年12月15日 - ）は、愛知県豊田市出身の女子プロボクサー。キャッチフレーズは「女子ボクシング界ナンバーワンのテクニシャン」。中日ボクシングジム所属。

## 来歴
中学生から東海ボクシングスポーツジムでボクシングを始め、1998年度にはアマチュアMVPを獲得。
1998年2月14日、米国・ミズーリ州スプリングフィールド・ユニバーシティプラザでのタラ・マクドナルド戦でプロデビュー、KO勝利。
1998年5月22日、初の国内での試合として後楽園ホールで安知薫と対戦し、判定勝利。当時はまだ国内に女子プロボクシング組織がなかったため、マーシャルアーツ日本キックボクシング連盟のリングで試合をしていた。
4月29日に愛知県体育館で行われたWBA世界ジュニアバンタム級タイトルマッチ・飯田覚士 vs 井岡弘樹の前座としてエキシビションで日本女子初の世界王者であるシュガーみゆきと戦った。

### JWBC
1999年5月31日、北沢タウンホールで開かれた日本女子ボクシング協会（JWBC）旗揚げ興行「LADY GO!」にて柴田早千予とエキシビション。
7月2日、JWBC初戦としてタラ・コクランを1回TKOで降す。
2002年、緑ジムへ移籍。2月3日、ライカ（現・風神ライカ）との初代日本女子フェザー級王座決定戦に挑むが判定負け。
同年7月13日、ラスベガスでIFBA世界フェザー級王者だった地元出身レイラ・マッカーターと対戦。しかし判定負け。
2003年6月25日、バンタム級王座をマーベラスと争うがまたしても判定負け。
2004年10月10日、小八ヶ代真紀との日本フェザー級王座決定戦を判定で制し初タイトル獲得。
2005年5月28日、ドイツ・シュトゥットガルトで、ジルケ・ヴァイケンマイヤーが持つWIBF-GBU世界ジュニアフェザー級王座に挑戦したが0-3判定負け。
2006年10月20日、中国・深圳で張喜艶と対戦したが、判定負け。
その後、米国・カリフォルニア州に拠点を移し、緑ジムの先輩である戸高秀樹らを育てたマック・クリハラの元でトレーニングを積む。
2007年5月29日に後楽園ホールで猪崎かずみとのエキシビションに出場。9月10日に同じく後楽園で行われた日本ボクシングコミッション（JBC）主催「女子ボクシング公開スパーリング」では藤本りえと拳を交えた。

### JBC
2008年2月28日に行われたJBC第1回女子プロテストで合格。5月9日の記念すべき第1回興行「G Legend」にて約1年半振り、国内においては約3年半振り、そして後楽園ホールでは9年ぶりの公式試合となる天空ツバサ戦が組まれるが、5回TKO負け。
7月1日、古巣の東海ジムに復帰。
2009年2月26日、東海ジム復帰第1戦として上村里子と対戦。判定で5年ぶりの勝利を上げる。
2009年10月12日、後の世界王者山口直子に2回TKOで敗れる。11月22日に名古屋で上村と再戦も判定負けで連敗。
2010年、東海ジムが不祥事に関わり除名されたため試合ができなくなり、その後中日ジムに移籍。
2011年3月6日、約1年5カ月ぶりの試合として大阪で後の東洋太平洋王者川西友子と対戦。しかし3者とも1ポイントの僅差で判定負け。
2011年8月28日、大阪でカイ・ジョンソンと対戦。判定を制して1年半ぶりの勝利を挙げる。
2011年12月4日、2年ぶりとなる地元での試合としてあいおいホールで塚下真理と対戦。判定で2連勝。
2012年6月25日、後楽園ホールにおける亀田大毅・ウォーズ・カツマタダブル世界前哨戦の前座として後の東洋太平洋王者東郷理代と対戦も、4回TKO負け。この試合を最後に引退を表明。

## 戦績
- JBC公認前:16戦 9勝 2KO 6敗 1分
- JBC:8戦 3勝 5敗

| 戦           | 日付           | 勝敗 | 時間    | 内容    | 対戦相手                       | 国籍           | 備考                                 |
| ------------ | -------------- | ---- | ------- | ------- | ------------------------------ | -------------- | ------------------------------------ |
| 1            | 1998年2月14日  | 勝利 | 1R 1:12 | KO      | タラ・マクドナルド             | アメリカ合衆国 | プロデビュー戦                       |
| 2            | 1998年5月22日  | 勝利 | 5R      | 判定3-0 | 安知薫                         | 韓国           |                                      |
| 3            | 1998年9月19日  | 勝利 | 5R      | 判定3-0 | 丸山礼子(山木)                 | 日本           |                                      |
| 4            | 1999年2月21日  | 引分 | 5R      | 判定1-1 | 三井綾(不動館)                 | 日本           |                                      |
| 5            | 1999年7月2日   | 勝利 | 1R      | TKO     | タラ・コクラン                 | アメリカ合衆国 |                                      |
| 6            | 1999年10月5日  | 勝利 | 5R      | 判定3-0 | 米沢麻子(山木)                 | 日本           |                                      |
| 7            | 2000年3月23日  | 勝利 | 5R      | 判定3-0 | 米沢麻子(山木)                 | 日本           |                                      |
| 8            | 2000年5月8日   | 勝利 | 8R      | 判定2-0 | バンビ・バートンチェロ         | アメリカ合衆国 |                                      |
| 9            | 2001年3月2日   | 敗北 | 6R      | 判定1-2 | ライカ(山木)                   | 日本           |                                      |
| 10           | 2002年2月3日   | 敗北 | 10R     | 判定0-3 | ライカ(山木)                   | 日本           | 日本女子フェザー級タイトルマッチ     |
| 11           | 2002年7月13日  | 敗北 | 4R      | 判定0-3 | レイラ・マッカーター           | アメリカ合衆国 |                                      |
| 12           | 2002年12月18日 | 勝利 | 6R      | 判定2-0 | 土田奈緒子(入谷)               | 日本           |                                      |
| 13           | 2003年6月25日  | 敗北 | 8R      | 判定1-2 | マーベラス(SPEED)              | 日本           | 日本女子バンタム級タイトルマッチ     |
| 14           | 2004年10月10日 | 勝利 | 10R     | 判定2-1 | 小八ヶ代真紀(山木)             | 日本           | 日本女子フェザー級タイトルマッチ     |
| 15           | 2005年5月28日  | 敗北 | 10R     | 判定0-3 | ジルケ・ヴァイケンマイヤー     | ドイツ         | WIBFスーパーバンタム級タイトルマッチ |
| 16           | 2006年10月20日 | 敗北 | 8R      | 判定0-2 | 張喜艶                         | 中国           |                                      |
| 17           | 2008年5月9日   | 敗北 | 5R 0:46 | TKO     | 天空ツバサ(山木)               | 日本           |                                      |
| 18           | 2009年2月26日  | 勝利 | 6R      | 判定3-0 | 上村里子(山木)                 | 日本           |                                      |
| 19           | 2009年6月26日  | 敗北 | 2R 1:40 | TKO     | 山口直子(白井・具志堅スポーツ) | 日本           |                                      |
| 20           | 2009年11月22日 | 敗北 | 6R      | 判定1-2 | 上村里子(山木)                 | 日本           |                                      |
| 21           | 2011年3月6日   | 敗北 | 6R      | 判定0-3 | 川西友子(大阪帝拳)             | 日本           |                                      |
| 22           | 2011年8月28日  | 勝利 | 6R      | 判定3-0 | カイ・ジョンソン(竹原&畑山)    | 日本           |                                      |
| 23           | 2011年12月4日  | 勝利 | 6R      | 判定3-0 | 塚下真理(HEIWA)                | 日本           |                                      |
| 24           | 2012年6月25日  | 敗北 | 4R 1:50 | TKO     | 東郷理代(アルファ)             | 日本           |                                      |
| テンプレート |                |      |         |         |                                |                |                                      |

## 獲得タイトル
- 第2代JWBC日本フェザー級王座

## 人物
プロデビュー前にはキックボクシングのリングでボクシングルールの試合を行うなど、日本女子ボクシング協会創設以前よりボクシング一本で活躍を続けている女子ボクシングのパイオニアの1人であり、また、元世界王者の風神ライカがアマチュア時代から対戦するまで目標としていた選手でもある。